# Jonathan Glassner
Jonathan Glassner er en amerikansk manuskriptforfatter, instruktør og producer, kendt som medskaber af science fiction-serien Stargate SG-1.

## Ekstern henvisning
- Jonathan Glassner på Internet Movie Database (engelsk)
- Jonathan Glassner på The Movie Database (engelsk)